# Кочерженко Михайло Хрисанфович
Михайло Хрисанфович Кочерженко (1904, село Щасливе, тепер Попельнастівської сільської громади Олександрійського району Кіровоградської області — липень 1942, зник безвісти, СРСР) — молдавський радянський діяч, 1-й секретар Бельцького міського комітету КП(б) Молдавії. Член Ревізійної комісії КП(б) Молдавії в 1941—1942 роках. Депутат Верховної Ради Молдавської РСР 1-го скликання (в 1941—1942 роках). 

## Біографія
Народився в селянській родині. Трудову діяльність розпочав у 1916 році пастухом.
Потім працював продавцем, касиром, рахівником у системі споживчої кооперації; був діловодом Криворізького окружного та міського комітетів КП(б)У.
У 1931—1935 роках — студент Криворізького державного педагогічного інституту.
Член ВКП(б) з 1932 року.
У 1935—1940 роках — завідувач відділу культури та пропаганди ленінізму Приазовського районного комітету КП(б)У; секретар Приазовського районного комітету КП(б)У із кадрів; 2-й секретар Приазовського районного комітету КП(б)У.
У 1940 році — 1-й секретар Кагульського районного комітету КП(б) Молдавії.
У 1940 — липні 1941 року — 1-й секретар Бельцького міського комітету КП(б) Молдавії.
З липня 1941 року — в Червоній армії: військовий комісар стрілецького батальйону 1-го стрілецького полку 99-ї стрілецької дивізії Південного фронту. Учасник німецько-радянської війни. У липні 1942 року зник безвісти.

## Звання
- старший політрук